# Astrid Randerath
Astrid Randerath (* 1. April 1965 in Mönchengladbach) ist eine deutsche Journalistin.

## Leben
Astrid Randerath studierte Spanisch, Germanistik und Komparatistik mit den Nebenfächern Politik und Pädagogik an der RWTH Aachen (Staatsexamen).
Im Anschluss an ihr Studium absolvierte sie ein Rundfunkvolontariat und war als Redakteurin und Moderatorin bei verschiedenen Rundfunk- und Fernsehsendern, wie etwa Radio Rur, Radio Brocken und dem WDR tätig. 1998 kam sie zum ZDF und arbeitete dort unter anderem als Redakteurin für das Politmagazin Frontal mit Hauser und Kienzle und ab 2001 für die gleichnamige Nachfolgesendung Frontal.
In einer Umfrage der Zeitschrift Wirtschaftsjournalist unter 276 Fachjournalisten und Chefredakteuren wurden Astrid Randerath und Christian Esser für die ZDF-Dokumentation Das Pharma-Kartell in der Kategorie TV/Radio als beste Wirtschaftsjournalisten des Jahres 2009 ausgezeichnet. Für den Beitrag erhielten sie im gleichen Jahr auch den Hanns-Joachim-Friedrichs-Förderpreis.
Das „Schwarzbuch Deutsche Bahn“ wurde ein Spiegel-Bestseller-Titel.
2018 erhielt sie für den Frontal21-Beitrag „Retouren für den Müll“ zusammen mit Christian Esser, Birte Meier und Kollegen der Wirtschaftswoche den Wirtschaftsjournalistenpreis der Friedrich und Isabel Vogel Stiftung. 2019 erhielt sie außerdem den Journalistenpreis der Deutschen Umwelthilfe in der Kategorie Fernsehen ebenfalls gemeinsam mit Birte Meier und Christian Esser. Astrid Randerath ist Beirätin des Hanns-Joachim-Friedrichs-Journalistenpreises und Jurymitglied des Henri-Nannen-Stern-Journalistenpreises.

## Schriften
- mit Christian Esser: Schwarzbuch Deutsche Bahn. C. Bertelsmann Verlag, München 2010.
- mit Beate Frenkel: Die Kinderkrankmacher: Zwischen Leistungsdruck und Perfektion - Das Geschäft mit unseren Kindern. Herder, 2015, ISBN 978-3-451-31198-7.
- mit Beate Frenkel: Auf Kosten der Kinder. Das Milliardengeschäft mit der Optimierung unserer Kinder. Herder, 2017, ISBN 978-3-451-06995-6.

## Ehrungen
- 2019 Umweltmedienpreis der Deutschen Umwelthilfe in der Kategorie Film zusammen mit Birte Meier, Christian Esser und Ilka Brecht
- 2018: Friedrich und Isabel Vogel Wirtschaftsjournalistenpreis für "Kauft das jemand oder kann das weg/Retouren für den Müll" zusammen mit Christian Esser, Birte Meier, Jaqueline Göbel, Mario Brück und Henrik Hielscher
- 2009: Beste Wirtschaftsjournalistin des Jahres (zusammen mit Christian Esser)
- 2009: Hanns-Joachim-Friedrichs-Förderpreis (zusammen mit Christian Esser) für die ZDF-Fernsehdokumentation „Das Pharmakartell“
- 2001: Wilhelm und Ingeborg Roloff-Preis der Deutschen Lungenstiftung für die ZDF-Fernsehdokumentation „Bergarbeiterbronchitis – Kumpel kämpfen um Berufskrankheitenrente“[3]
- 1999: NRW-Förderstipendium der Heinz-Kühn-Stiftung für eine investigative Berichterstattung über die Arbeitsbedingungen in der Textilindustrie in Honduras[4]